# 대니얼 크래프트
대니얼 A. 크래프트(Daniel A. Kraft)는 미국의 기업인이자 로버트 크래프트의 아들로 크래프트 그룹의 회장이기도 하다.
1987년 터프츠 대학 졸업 후 크래프트 그룹의 사장 겸 최고 운영 책임자와 국제 산림 제품 공사의 역할을 역임하며 크래프트 그룹의 다른 계열사에도 회장이 되었다. 현재 터프츠 육상위원회 감독으로도 활동하며 메이크업-위시 재단의 이사이기도 하다.